# 謝蕓梃

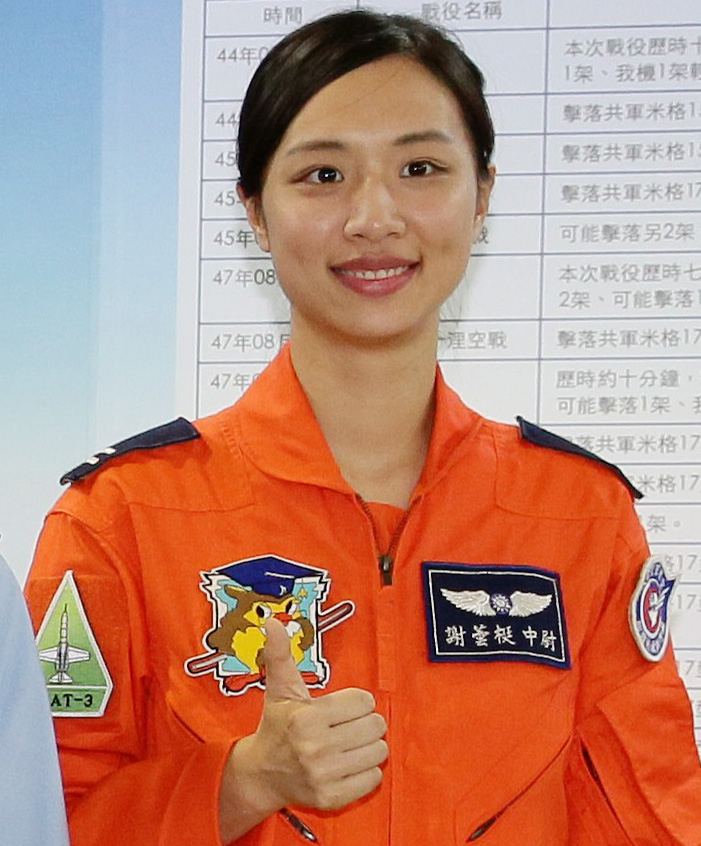
謝蕓梃中尉，2015年攝於中華民國空軍官校航空教育展示館揭幕典禮

謝蕓梃（1989年—），中華民國空軍少校、女飛行員，她是中華民國空軍史上第三位女性戰鬥機飛行員。

## 生平
因為家住在小港機場邊，加上母親又在民航局服務，從小的志願就是當飛行員，她念淡江大學X系取得學士畢業後，以第一名成績考進空軍官校飛行常備軍官班，經過兩年多的課程訓練，在訓期間表現不亞於男性學員，AT-3及F-5受訓期間均為首位完成單飛學員，2014年終於如願以第一名成績完成F-5型機訓練成為中華民國飛行官。她於2020年初取得教官資格，現時她在中華民國空軍軍官學校戰鬥組擔任少校飛行教官。